# Джейн Бартковіч
Джейн Бартковіч (англ. Jane Bartkowicz; нар. 16 квітня 1949) — колишня американська тенісистка.
Здобула 6 одиночних та 3 парні титули.
Найвищим досягненням на турнірах Великого шолома були чвертьфінали в одиночному та парному розрядах.

## Фінали Туру WTA
| Легенда        |   |
| Великий шлем   | 0 |
| Чемпіонати WTA | 0 |
| Tier I         | 0 |
| Tier II        | 0 |
| Tier III       | 0 |
| Tier IV & V    | 0 |

### Одиночний розряд 8 (6–2)
| Результат | Ранг | Дата     | Турнір                                            | Покриття | Опонент                 | Рахунок  |
| Поразка   | 1.   | 1963     | Мастерс Цинциннаті, Огайо, США                    | Тверде   | Стефані Дефіна          | 7–5, 6–2 |
| Перемога  | 2.   | 1966     | Мастерс Цинциннаті, Огайо, США                    | Тверде   | Пічі Келлмаєр           | 6–3, 6–3 |
| Перемога  | 3.   | 1967     | Цинциннаті, Огайо, США                            | Тверде   | Пічі Келлмаєр[джерело?] | 6–3, 6–3 |
| Перемога  | 4.   | 1967     | Мастерс Цинциннаті, Огайо, США                    | Тверде   | Ратсі Ріппі             | 6–4, 6–1 |
| Перемога  | 5.   | 1967     | Connecticut Open, Сакраменто                      | Тверде   | Валері Зігенфусс        | 6–4, 6–4 |
| Поразка   | 6.   | Жов 1968 | Показовий турнір на Олімпійських іграх, Мексика   | Ґрунт    | Гелга Ніссен            | 4–6, 3–6 |
| Перемога  | 7.   | 1968     | Виставковий турнір на Олімпійських іграх, Мексика | Ґрунт    | Джулі Гелдман           | 6–3, 6–2 |
| Перемога  | 8.   | 1968     | Мастерс Канада, Канада                            | Ґрунт    | Фає Урбан               | 6–3, 6–3 |

### Парний розряд 6 (3-3)
| Титули за покриттям |   |
| Тверде              | 2 |
| Ґрунт               | 1 |
| Трава               | 0 |
| Килим               | 0 |

| Результат | Ранг | Дата            | Турнір                                            | Покриття | Партнер          | Опоненти                          | Рахунок       |
| Перемога  | 1.   | 1966            | Цинциннаті, Огайо, США                            | Тверде   | Пічі Келлмаєр    | Патсі Ріппі Бекі Вест             | 6–1, 6–4      |
| Перемога  | 2.   | 1967            | Цинциннаті, Огайо, США                            | Тверде   | Патсі Ріппі      | Піксі Лемм Мерілін Ешнер          | 6–3, 6–0      |
| Поразка   | 3.   | 27 травня 1968  | Ла-Хоя, Каліфорнія, США                           | Тверде   | Сью Шредер       | Валері Зігенфусс Стефані Грант    | 6–8, 7–9      |
| Бронза    | 4.   | жовтень 1968    | Показовий турнір на Олімпійських іграх, Мексика   | Ґрунт    | Валері Зігенфусс | Лурдес Гонгора Патрісія Монтаньйо | 6–2, 6–1      |
| Поразка   | 5.   | 26 жовтня 1968  | Виставковий турнір на Олімпійських іграх, Мексика | Ґрунт    | Валері Зігенфусс | Росі Дармон Джулі Гелдман         | 0–6, 8–10     |
| Поразка   | 6.   | 18 березня 1971 | Детройт, Мічиган, США                             | Килим    | Джуді Тегарт     | Мері-Енн Ейсел Валері Зігенфусс   | 6–2, 2–6, 3–6 |

### Мікст 2 (1-1)
| Результат | Ранг | Дата         | Турнір                                            | Покриття | Партнер     | Опоненти                        | Рахунок  |
| Бронза    | 1.   | жовтень 1968 | Показовий турнір на Олімпійських іграх, Мексика   | Ґрунт    | Джим Осборн | Росі Реєс П'єр Дармон           | 6–4, 7–5 |
| Срібло    | 2.   | жовтень 1968 | Виставковий турнір на Олімпійських іграх, Мексика | Ґрунт    | Інго Будінг | Зайга Янсоне Володимир Коротков | 5–7, 4–6 |